# Akzenta

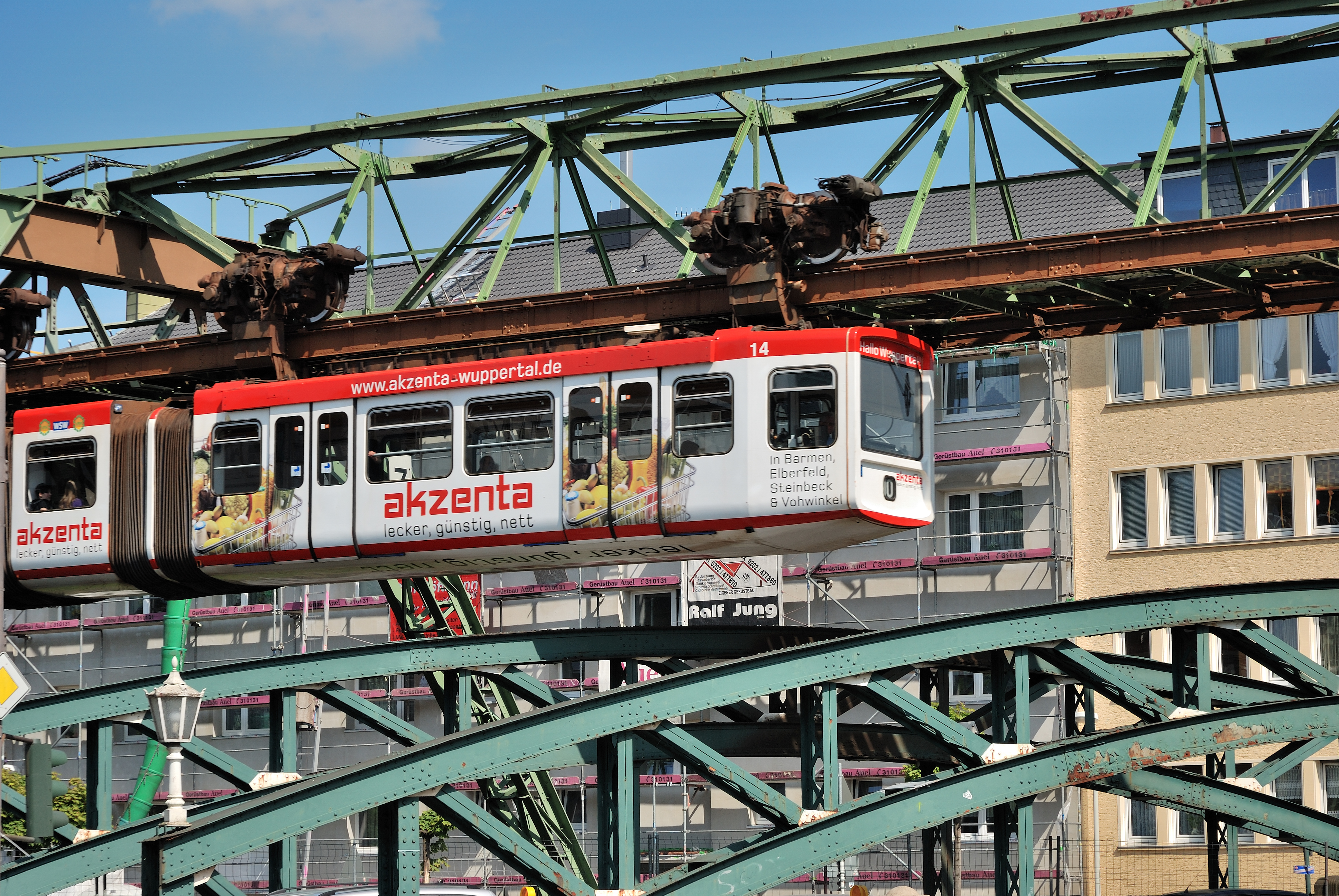
Ein Wagen der Wuppertaler Schwebebahn mit Ganzreklame für akzenta

akzenta (Akzenta GmbH & Co. KG) ist der Name einer regionalen Supermarktkette mit Sitz in Wuppertal. Gegründet wurde das Unternehmen 1972 in Greven bei Münster und verfügt derzeit über vier akzenta Supermärkte in Wuppertal, je einen akzenta Supermarkt in Heiligenhaus und Dortmund sowie über das boni-Center in Witten. akzenta führt die größte Lebensmittelauswahl Nordrhein-Westfalens.

## Geschichte
Im Juni 1972 wurde der erste akzenta-Selbstbedienungsmarkt in Greven bei Münster eröffnet. Seither gehört das Unternehmen zur überregional agierenden REWE Group. Im Oktober 1973 folgte ein Lebensmittelmarkt im Hagener Stadtteil Haspe. Der erste Lebensmittelmarkt in Wuppertal wurde 1976 im Stadtteil Cronenberg eröffnet. Der Erfolg stellte sich jedoch erst im September 1976 ein, als das in Wuppertal unter dem Namen akzenta Hans Löbbert GmbH & Co. KG agierende Unternehmen einen großen Markt mit Getränkehalle in Wuppertal-Barmen eröffnet. Es folgten drei weitere große Märkte im Stadtgebiet: Im September 1986 bezog das Unternehmen eine Handelsfläche in der Wuppertaler Karlstraße am Karlsplatz in der Nordstadt, im Oktober 2001 zog der Markt in den deutlich vergrößerten Bereich der neuen City-Arkaden ein. Im Juli 1994 wurde ein kleiner Desuma-Markt (zur REWE-Group gehörend) an der Steinbecker Meile übernommen und ausgebaut. Der vierte akzenta-Markt eröffnete 2002 in Wuppertal-Vohwinkel. Im März 2021 wurde in Heiligenhaus ein weiterer akzenta eröffnet. Im April 2002 fungierte akzenta erstmals als Gastgeber der 127. MLF-Tagung, die von den Mittelständischen Lebensmittelfilialbetrieben veranstaltet wird.
Vorbehaltlich der Zustimmung durch das Bundeskartellamt änderten sich zu Beginn des Jahres 2013 die Besitzverhältnisse bei akzenta; die Familien Löbbert und Krüger, die seit 35 bzw. 9 Jahren Anteile von zuletzt noch 26 % an den Märkten besaßen, verkauften diese rückwirkend zum 1. Januar 2013 an die REWE-Group. Geschäftsführer des Unternehmens sind seither André Kolbinger und Ulrich Mazurek. Seit November 2023 findet das Kundenbindungsprogramm Payback auch bei akzenta Anwendung.

## Sortiment
Das Produktsortiment bei akzenta wird bis 2018 mit etwa 60.000 Artikeln beziffert und umfasst die größte Auswahl an Lebensmitteln in Nordrhein-Westfalen. Später, z. B. 2021, spricht das Unternehmen von ca. 45.000 Artikeln. An den Bedienungstheken werden ca. 600 verschiedene Käsesorten und ca. 500 Sorten Wurst- und Schinken sowie etwa 350 Fleisch- und 40 Geflügelartikel angeboten. Weiterhin bietet akzenta etwa 100 Produkte mit dem TransFair-Siegel sowie etwa 75 Bio-Produkte an, ebenso wie etwa 1.200 Weine und bis zu 1.300 Spirituosen. Das Angebot umfasst außerdem saisonabhängig bis zu 110 Obst- und 150 Gemüsesorten. Die Produktvielfalt variiert je nach Standort des Marktes. So bietet akzenta Barmen mit etwa 12.000 Produkten die größte Vielfalt an Drogerieartikeln, während akzenta Steinbeck über 1.250 Spirituosen im Sortiment führt. akzenta Elberfeld bietet mit 1.000 Artikeln die größte Getränkeauswahl. Des Weiteren führen die Märkte etwa 1.000 Tiefkühlprodukte.

## Soziales Engagement
Im sozialen Bereich unterstützt akzenta durch Sachspenden und Anzeigenschaltungen einige Wuppertaler Vereine (darunter der CVJM in Barmen und in Elberfeld), Kirchengemeinden, Schulen und eine Kindertafel,  sowie die Junior-Uni Wuppertal.

## Auszeichnungen
- 1987: Goldener Zuckerhut der Lebensmittel Zeitung[5]
- 1988: „Goldenes Käsemesser“[9]
- 1994: „Supermarkt des Jahres“[5]
- 1996: „Freundlichste Mitarbeiter im Tal“[5]
- 2004: „Beste Bedienungstheke Deutschlands“[5]
- 2006: Wuppertaler Wirtschaftspreis, Kategorie „Unternehmen des Jahres“[27]
- 2008: „Deutschlands beste Getränkeabteilung“[5]
- 2011:  Qualitätszeichen „Generationenfreundliches Einkaufen“[28]